# Rue-du-Bacquerot No.1 Military Cemetery
Rue-du-Bacquerot No.1 Military Cemetery is een Britse militaire begraafplaats met gesneuvelden uit de Eerste Wereldoorlog, gelegen in de Franse gemeente Laventie in het departement Pas-de-Calais. De begraafplaats ligt twee kilometer ten zuidwesten van het centrum van Laventie, langs de Rue du Bacquerot. Ze werd ontworpen door Herbert Baker en wordt onderhouden door de Commonwealth War Graves Commission. De begraafplaats bestaat uit twee delen, gescheiden door een geplaveid pad en ommuurd door een natuurstenen muur. Het oostelijke deel is het grootste en bevat Britse perken en het Cross of Sacrifice. Op het kleinere, westelijke deel bevinden zich moslim-, hindoe- sikhperken en nog een Brits perk. Aan de zuidkant van dit deel staat de Stone of Remembrance, aan de noordkant een tweede Cross of Sacrifice. 
Er liggen 638 doden begraven waaronder 114 niet geïdentificeerde.

## Geschiedenis
De plaats lag het grootste deel van de oorlog in geallieerd gebied, dicht bij het front. Het Indian Corps startte de begraafplaats in november 1914. Ze werd gebruikt tot mei 1917 en voor een korte periode in 1918. Na de wapenstilstand werden de Indische perken uitgebreid met graven afkomstig van het slagveld en een aantal Indische graven uit het Rue-des-Chavattes Indian Cemetery in La Couture.
Er worden 487 Britten (waaronder 61 niet geïdentificeerde), 144 Indiërs (waaronder 53 niet geïdentificeerde) en 7 Duitsers herdacht. Voor 12 slachtoffers werden Special Memorials opgericht omdat hun graven niet meer gelokaliseerd konden worden.

## Graven

### Onderscheiden militairen
- Francis Henry Romilly, kapitein bij het Leicestershire Regiment werd onderscheiden met de Distinguished Service Order (DSO).
- Guman Sing Negi, jemadar (officier) bij de 39th Garhwal Rifles werd onderscheiden met het Military Cross (MC) en de Indian Distinguished Service Medal (IDSM)
- Ernest Cotton Deane, kapitein bij het Royal Army Medical Corps werd onderscheiden met het Military Cross (MC).
- soldaat Henry George Frederick Mead en pionier H.G. Catlin ontvingen de Distinguished Conduct Medal (DCM).
- sergeant S.R. Bence en soldaat C. Dodson ontvingen de Military Medal (MM).

### Minderjarige militairen
- schutter John B. Cox en de soldaten Henry W. Linton, G. Plummer en Wilfred Peachey waren 17 jaar toen ze sneuvelden.

### Aliassen
- soldaat Frank Padley diende onder het alias Frank Smith bij het York and Lancaster Regiment.
- soldaat G. Gowans diende onder het alias G. Scott bij de Durham Light Infantry.
- soldaat George W. Dodds diende onder het alias G. Belderson bij de Black Watch (Royal Highlanders).